# Campeonato Amazonense de Futebol Feminino de 2021
O Campeonato Amazonense de Futebol Feminino de 2021 é a 15ª edição deste campeonato de futebol feminino organizado pela Federação Amazonense de Futebol (FAF), o torneio teve início em 20 de novembro e terminará em 18 de dezembro.

## Regulamento
O Campeonato Amazonense de Futebol Feminino de 2021 será realizado em três fases distintas:
- Na primeira fase, as sete equipes serão divididas em um grupo único que se enfrentarão em turno único entre si, sendo que as quatro melhores avançarão para às semifinais.
- Nas semifinais, os duelos se tornarão eliminatórios, sendo disputados em apenas partidas de ida. O time com melhor desempenho na primeira fase terá vantagem do empate.
- A final, será disputada em jogo único na Arena da Amazônia. O duelo valerá uma vaga para a Série A3 de 2022 para o campeão, desde que não esteja em outras séries da competição nacional.

### Critérios de desempate
O desempate entre duas ou mais equipes na primeira fase seguiu a ordem definida abaixo:
1. Número de vitórias
2. Saldo de gols
3. Gols marcados
4. Confronto direto
5. Sorteio

## Participantes
| Equipe             | Cidade      | Títulos                                             | Ref.  |
| ------------------ | ----------- | --------------------------------------------------- | ----- |
| 3B da Amazônia     | Manaus      | 1 (2019)                                            | [ 5 ] |
| CDC Manicoré       | Manicoré    | —                                                   | [ 5 ] |
| Iranduba           | Iranduba    | 8 (2011, 2012, 2013, 2014, 2015, 2016, 2017 e 2018) | [ 5 ] |
| JC                 | Itacoatiara | 1 (2020)                                            | [ 5 ] |
| Penarol            | Itacoatiara | —                                                   | [ 5 ] |
| Recanto da Criança | Manaus      | —                                                   | [ 5 ] |
| Tarumã             | Manaus      | —                                                   | [ 5 ] |

## Primeira Fase

#### Confrontos
|                    | 3B      | CDC | IRA | JCF | PEN  | REC  | TAR     |
| ------------------ | ------- | --- | --- | --- | ---- | ---- | ------- |
| 3B da Amazônia     | —       | —   | —   | 3–0 | —    | 1–0  | 12–0    |
| CDC Manicoré       | 1–7     | —   | —   | 0–4 | —    | —    | 10–0    |
| Iranduba           | 0–3[wo] | 1–0 | —   | 0–1 | —    | —    | —       |
| JC                 | —       | —   | —   | —   | 3–2  | 3–0  | 3–0[wo] |
| Penarol            | 2–2     | 2–2 | 2–1 | —   | —    | —    | —       |
| Recanto da Criança | —       | 3–1 | 2–0 | —   | 0–1  | —    | —       |
| Tarumã             | —       | —   | 0–7 | —   | 1–12 | 0–21 | —       |

|  |                     |  |        |  |                      |
|  | Vitória do Mandante |  | Empate |  | Vitória do Visitante |

- W.O. ^ A partida foi cancelada devido a realização do segundo dia de prova do ENEM, que acabou prejudicando parte do elenco do Iranduba que compareceu a partida com um número insuficiente de jogadoras e o time foi declarado perdedor por 3–0 (W.O.).[6][7][8]
- W.O. ^ O Tarumã não compareceu a partida devido a problemas logísticos e o JC foi declarado vencedor da partida por 3–0.[9][10]

## Fase Final
Em negrito, os clubes classificados
|  | Semifinais         | Semifinais |   |  | Final          | Final |  |
|  |                    |            |   |  |                |       |  |
|  |                    |            |   |  |                |       |  |
|  | 3B da Amazônia     | 3          |   |  |                |       |  |
|  | Recanto da Criança | 0          |   |  |                |       |  |
|  |                    |            |   |  |                |       |  |
|  |                    |            |   |  |                |       |  |
|  |                    |            |   |  | 3B da Amazônia | 3     |  |
|  |                    | JC         | 0 |  |                |       |  |
|  |                    |            |   |  |                |       |  |
|  |                    |            |   |  |                |       |  |
|  |                    |            |   |  |                |       |  |
|  |                    |            |   |  |                |       |  |
|  | JC                 | 3          |   |  |                |       |  |
|  | Penarol            | 2          |   |  |                |       |  |

### Final
| 18 de dezembro | 3B da Amazônia                     | 3–0 | JC | Arena da Amazônia, Manaus |
| 15h00min       | 3' Simeia · 47' Paula · 60' Cassia |     |    |                           |

## Premiação
| Campeão do Campeonato Amazonense de Futebol Feminino de 2021 |
| Amazonas                                                     |
| ------------------------------------------------------------ |
| 3B da Amazônia Campeã (2° título)                            |